# Krzysztof Głuszkowski
Krzysztof Głuszkowski (ur. 14 maja 1977) – polski lekkoatleta, trójskoczek, medalista mistrzostw Polski.

## Kariera sportowa
Karierę sportową rozpoczął w Głogowie, jako uczeń Zespołu Szkół im. Jana Wyżykowskiego, jego trenerem był Tadeusz Karpowicz. Był zawodnikiem AZS-AWF Biała Podlaska i Błękitnych Osowa Sień.
W 2001 został wicemistrzem Polski seniorów w trójskoku. W halowych mistrzostwach Polski seniorów wywalczył dwa brązowe medale w trójskoku: w 2001 i 2004.
Rekord życiowy w trójskoku: 16,01 (29.05.2004), w skoku w dal: 7,60 (12.06.2004). 